# Longital
Longital – słowacki zespół założony w 2000 w Bratysławie. Nazwa zespołu pochodzi od historycznej nazwy wzgórza nad brzegiem Dunaju, na którym to wzgórzu mieszkają członkowie zespołu.
Zespół wydaje albumy pod własną etykietą Slnko records.

## Skład zespołu
- Daniel Salontay (śpiew, gitara)
- Shina Lo (śpiew, gitara basowa)

## Płyty studyjne
- September (2001)
- Šinadisk (2001)
- Tu / Here (2002)
- In Virgo (2003)
- Sveta diely / Continents (2004)
- Výprava / Voyage (2006)
- Gloria (2008)
- Revoyaged (2009)
- Long Live! (2010)
- Teraz (2010)
- Bubliny v betóne (2013)
- A To Je Všetko? (2015)
- Divoko (2016)